# Nijmegen Eendracht Combinatie 2013-2014
Questa voce raccoglie le informazioni riguardanti il Nijmegen Eendracht Combinatie nelle competizioni ufficiali della stagione 2013-2014.

## Rosa
| N. |                        | Ruolo | Calciatore          |
| -- | ---------------------- | ----- | ------------------- |
| 1  | Svezia (bandiera)      | P     | Karl-Johan Johnsson |
| 2  | Paesi Bassi (bandiera) | D     | Daan Bovenberg      |
| 3  | Paesi Bassi (bandiera) | D     | Rens van Eijden     |
| 4  | Paesi Bassi (bandiera) | D     | Michel Breuer       |
| 5  | Germania (bandiera)    | D     | Tobias Haitz        |
| 6  | Islanda (bandiera)     | C     | Victor Pálsson      |
| 7  | Germania (bandiera)    | A     | Christoph Hemlein   |
| 8  | Paesi Bassi (bandiera) | C     | Ryan Koolwijk       |
| 9  | Inghilterra (bandiera) | A     | Michael Higdon      |
| 10 | Paesi Bassi (bandiera) | C     | Navarone Foor       |
| 11 | Danimarca (bandiera)   | C     | Søren Rieks         |
| 14 | Danimarca (bandiera)   | D     | Kevin Conboy        |
| 15 | Germania (bandiera)    | C     | Marcel Stutter      |
| 16 | Iran (bandiera)        | A     | Alireza Jahanbakhsh |
| 17 | Rep. Ceca (bandiera)   | D     | Pavel Čmovš         |
| 18 | Paesi Bassi (bandiera) | C     | Youri Loen          |

| N. |                        | Ruolo | Calciatore           |
| -- | ---------------------- | ----- | -------------------- |
| 19 | Belgio (bandiera)      | D     | Marnick Vermijl      |
| 20 | Paesi Bassi (bandiera) | C     | Geert Arend Roorda   |
| 21 | Paesi Bassi (bandiera) | D     | Daan Disveld         |
| 22 | Paesi Bassi (bandiera) | P     | Dennis Gentenaar     |
| 23 | Slovacchia (bandiera)  | C     | Samuel Štefánik      |
| 24 | Paesi Bassi (bandiera) | A     | Jordy Tutuarima      |
| 25 | Paesi Bassi (bandiera) | C     | Hans Mulder          |
| 26 | Paesi Bassi (bandiera) | P     | Joshua Smits         |
| 27 | Belgio (bandiera)      | C     | Bahnou Diarra        |
| 28 | Austria (bandiera)     | A     | Jakob Jantscher      |
| 29 | Paesi Bassi (bandiera) | A     | Cihat Çelik          |
| 31 | Paesi Bassi (bandiera) | C     | Vincent van Beek     |
| 32 | Islanda (bandiera)     | D     | Adam Örn Arnarson    |
| 34 | Islanda (bandiera)     | A     | Daði Bergsson        |
| 37 | Paesi Bassi (bandiera) | D     | Jeffrey Leiwakabessy |